# Шевченко Олег Іванович
Оле́г Іва́нович Шевче́нко — старшина Збройних сил України, учасник російсько-української війни.

## Короткий життєпис
Старшина, 3-й взвод, 1-ша штурмова рота, 40-й окремий мотопіхотний батальйон — 17-а окрема танкова бригада.
12 лютого 2015-го безвісти зник під час вчиненого терористами мінометного обстрілу під селом Новогригорівка. Хоча вважається зниклим безвісти, нагороджений посмертно.

## Нагороди
За особисту мужність і героїзм, виявлені у захисті державного суверенітету та територіальної цілісності України, вірність військовій присязі під час російсько-української війни, відзначений — нагороджений
- 4 червня 2015 року — орденом «За мужність» III ступеня (посмертно).